# Frappes russes sur les hôpitaux lors de l'invasion russe de l'Ukraine

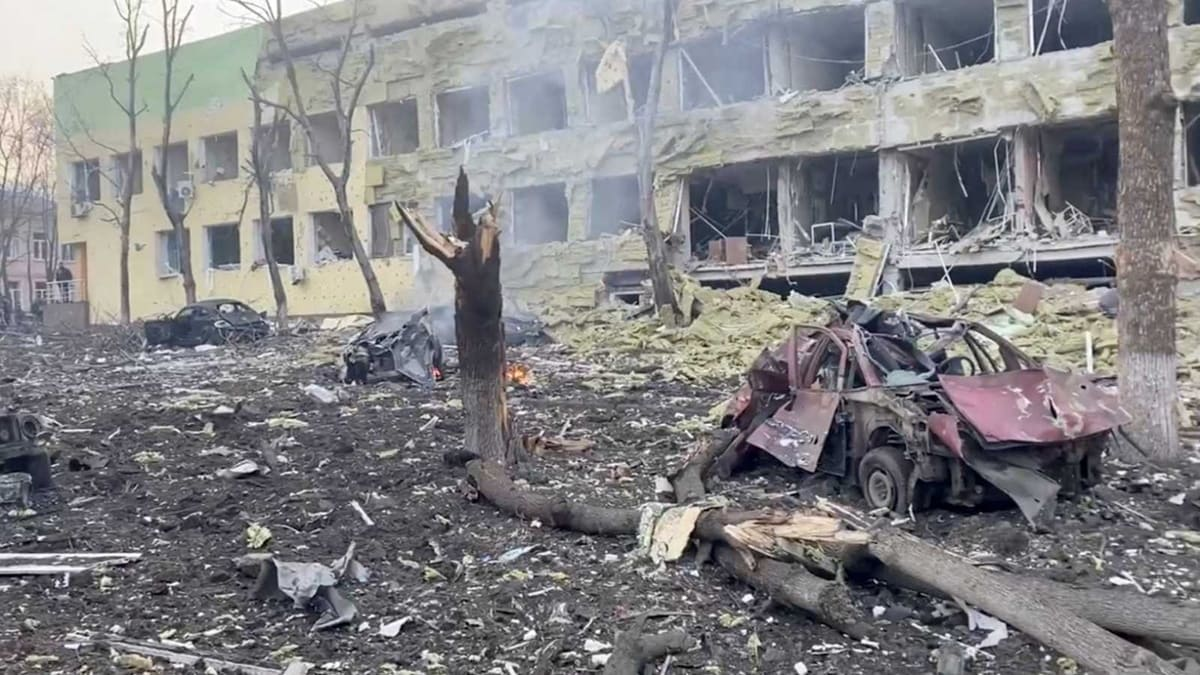
Ruines de l'hôpital pédiatrique et maternité N° 3 de Marioupol le 9 mars 2022

Lors de l'invasion russe de l'Ukraine en 2022, les forces militaires russes ont attaqué à plusieurs reprises des installations médicales et des hôpitaux ukrainiens, avec au moins 703 attaques contre des établissements de santé ukrainiens menées du début de la guerre jusqu'en novembre 2022, dont 144 installations de ce type complètement détruites par des frappes russes, dans ce qui constitue plusieurs cas de crimes de guerre.
Le ministre des Affaires étrangères russe justifie ces frappes en disant que les édifices médicaux servent de base aux soldats ukrainiens.
Le ministère de la Défense du Royaume-Uni a déclaré que la Russie accordait la priorité aux attaques contre les installations médicales ukrainiennes comme méthode de guerre, les frappant souvent avec des drones de fabrication iranienne.
L'attaque le plus largement médiatisé a été le bombardement contre la maternité de Marioupol,. Les attaques ont été vérifiées de manière indépendante et constituent des violations du droit international violant la neutralité médicale,,. L'attaque la plus meurtrière a eu lieu le 24 février 2022 à l'hôpital de Vouhledar lorsqu'un missile balistique russe rempli d'armes à sous-munitions est tombé juste à l'extérieur de l'hôpital, tuant quatre personnes et en blessant dix.
Entre le 24 février et le 21 mars 2022, soixante-quatre établissements médicaux et leur personnel ont été ciblés par les forces russes en Ukraine, a rapporté l'Organisation mondiale de la santé (OMS). Les installations étaient touchées au rythme de deux à trois par jour, faisant 15 morts et 37 blessés. Au 8 avril 2022, l'OMS avait confirmé 91 attaques.
Le 23 novembre, des tirs de missiles russes ont détruit une maternité dans la région ukrainienne de Zaporizhzhia, dans la ville de Vilnyansk, tuant un nouveau-né.

## Sources et références
1. ↑  « Russian Airstrikes in Ukraine: The 'Largest Attack' on Health Care in Europe Since World War II, Says WHO - Health Policy Watch », 21 novembre 2022
2. ↑  « Putin is Targeting Ukrainian Hospitals. That's a War Crime »
3. ↑  Robin Verner, « Guerre en Ukraine: pourquoi les hôpitaux sont-ils pris pour cible? », sur BFM.tv, 11 mars 2022 (consulté le 12 décembre 2023).
4. 1 2  (en-GB) « Zaporizhzhia strike kills newborn baby at Ukraine hospital », BBC News,‎ 23 novembre 2022 (lire en ligne, consulté le 20 juillet 2023)
5. 1 2  (en) Meg Kelly, Elyse Samuels et Karly Domb Sadof, « Russian attacks hit at least 9 Ukrainian medical facilities, visual evidence shows », Journal,‎ 12 mars 2022 (lire en ligne )
6. ↑  (en) « Ukraine: 28 days of war, 64 verified attacks on health care, and 18 million people affected » [archive du 24 mars 2022], www.euro.who.int (consulté le 2 avril 2022)
7. 1 2  (en) Luke Taylor, « Russian forces are increasingly targeting Ukrainian healthcare facilities, says WHO », BMJ, vol. 376,‎ 25 mars 2022, o801 (ISSN 1756-1833, PMID 35338043, DOI 10.1136/bmj.o801, lire en ligne, consulté le 20 juillet 2023)
8. ↑  (en) « WHO says 64 hospitals attacked since Russian invasion of Ukraine », www.aljazeera.com (consulté le 2 avril 2022)
9. 1 2  (en) « WHO Confirms Attacks on Ukraine Healthcare Facilities », WSJ (consulté le 2 avril 2022)
10. ↑  (en) « How Russia could get away with hospital attacks – DW – 04/08/2022 », sur dw.com (consulté le 20 juillet 2023)